# Fasehoek (astronomie)

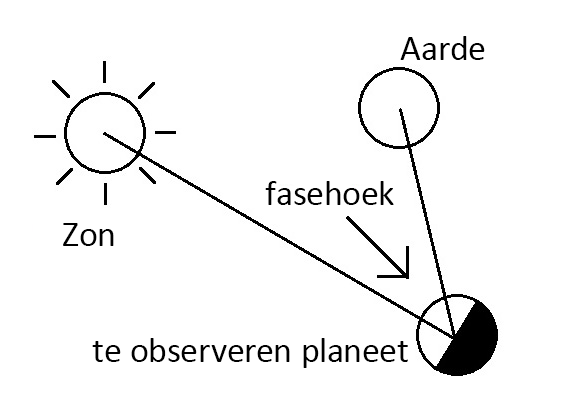
Fasehoek

De fasehoek is een hoek tussen de richtingen waarin een waarnemer op de Maan of op een planeet de Zon en de Aarde zou kunnen zien. Bij volle en nieuwe maan is de fasehoek van de Maan dus 0 graden, evenals van een binnenplaneet tijdens de onder- en bovenconjunctie en van een buitenplaneet tijdens oppositie en conjunctie.
Bij Mars bijvoorbeeld kan de fasehoek de waarden 0 tot circa 50 graden bedragen. Dit wordt duidelijker wanneer men bedenkt dat van Mars uit gezien de Aarde een binnenplaneet is en dat de Aarde voor een waarnemer op Mars nooit ver van de Zon staat. Men kan dit verschijnsel al bij de planeten Venus en Mercurius zien.
Hoe groter de fasehoek is, des te groter is het deel dat men op de Aarde ziet van de nachtzijde van de betreffende planeet. Tijdens de kwadratuur wanneer de fasehoek ongeveer 50 graden is, is de fasehoek zo groot mogelijk. Dit gegeven is belangrijk voor waarnemingen met een telescoop.